# رونیکا
رونیکا (انگلیسی: Ronika) یک موسیقی‌دان اهل بریتانیا است. وی از سال ۲۰۱۰ میلادی تاکنون مشغول فعالیت بوده‌است. یکی از آلبوم‌های وی «همه ما می‌دانیم که»(انگلیسی: All That We Know) است. وی مدت کوتاهی پس از ضبط اولین آلبوم خود از بی‌بی‌سی جایزه ای دریافت کرده‌است.